# Bulgaarse gemeenschap in België
Met de Bulgaarse gemeenschap in België worden in België wonende Bulgaren, of Belgen van Bulgaarse afkomst bedoeld. Hieronder worden soms ook Bulgaarse Turken en uit Bulgarije afkomstige Roma begrepen. In Vlaanderen alleen woonden begin 2020 25.633 personen met de Bulgaarse nationaliteit.

## Geschiedenis
Hoewel er voor 2007 al Bulgaren in België woonden, situeert de migratie van Bulgarije naar België zich voornamelijk sinds dat jaar, toen Bulgarije lid werd van de Europese Unie. Aanvankelijk golden nog enkele overgangsmaatregelen, die de toegang tot de arbeidsmarkt gedeeltelijk beperkten, maar sinds 31 december 2013 zijn Bulgaren volledig vrij om werk te zoeken in België.
Intussen is in Gent een Bulgaarse gemeenschap ontstaan. Ook in Schaarbeek en Sint-Joost-ten-Node wonen grote aantallen Bulgaren. Niet toevallig gaat het hierbij om gemeenten waar eerder al een Turkse gemeenschap aanwezig was: een deel van de Bulgaarse immigranten beheerst immers de Turkse taal en vindt via de Turkse gemeenschap in België hun weg op de arbeids- en woningmarkt.

## Bekende Belgen van Bulgaarse afkomst
- Philip Milanov, discuswerper
- Toma Nikiforov, judoka
- Maja Panajotova, dichteres
- Yvan Ylieff, politicus